# 박영준 (1890년)
박영준(朴永俊, 일본식 이름: 松本憲武, 1890년 3월 17일 ~ ?)은 일제강점기의 관료이다.

## 생애
충청남도 공주군 출신이다. 1911년 조선총독부 간수로 임용되어 부산감옥 진주분소에서 근무한 것을 시작으로 교정행정 분야에 종사했다. 공주와 목포, 전주 등 여러 지역의 형무소에서 재직했고, 1917년에는 간수장 겸 총독부 감옥통역생에 올랐다.
1922년에 충청남도 논산군로 옮겨 일반행정 관리로 전직하였고, 부여군 서무주임을 거쳐 1934년에는 연기군 내무주임이 되었다.
1935년에 총독부가 편찬한 《조선공로자명감》에 총 353명의 공로자 중 한 명으로 이름이 수록되었다. 이 책자에는 사무에 숙달하고 인물은 원숙하다는 평이 실려 있다. 총독부가 시정 25주년을 기념하여 표창한 표창자 명단에도 들어 있다.
이후 총독부 군수로 승진하여 충청남도 보령군과 서산군의 군수를 역임했다. 서산군수로 재직 중이던 1940년을 기준으로 정7위 훈6등에 서위되어 있었다.
2008년에 민족문제연구소가 친일인명사전 편찬을 위해 발표한 친일인명사전 수록예정자 명단 중 관료 부문에 포함되었다.

## 참고 자료
- 박영준(朴永俊) - 국사편찬위원회